# 1945년 전국체육대회 축구 일반부 남자
1945년 전국체육대회 축구 일반부 남자는 미군정 조선 경기도 경성부에서 개최된 1945년 전국체육대회 축구의 세부 종목이다. 1945년 10월 27일부터 10월 30일까지 서울운동장에서 개최되었다.

## 경기장
| 경기장     | 도시 | 좌석 | 수용 | 비고 |
| ---------- | ---- | ---- | ---- | ---- |
| 서울운동장 | 경성 |      |      |      |

## 축구단
| 축구단                          | 도시 | 첫 참가 | 횟수 | 선수 | 비고 |
| ------------------------------- | ---- | ------- | ---- | ---- | ---- |
| 개성 축구단 (경기)              | 개성 |         |      |      |      |
| 경성구락부 축구단 (경기)        | 경성 |         |      |      |      |
| 경성사범학교 본과 축구단 (경기) | 경성 |         |      |      |      |
| 군산 축구단 (전북)              | 군산 |         |      |      |      |

## 경기 결과
|  | 4강                             | 4강                |                          |   | 결승 | 결승 |
|  |                                 |                    |                          |   |      |      |
|  | 10월 - 경성                     |                    |                          |   |      |      |
|  |                                 |                    |                          |   |      |      |
|  | 경성구락부 축구단 (경기)        | 1                  |                          |   |      |      |
|  | 경성구락부 축구단 (경기)        | 1                  | 10월 - 경성              |   |      |      |
|  | 군산 축구단 (전북)              | 0                  |                          |   |      |      |
|  | 군산 축구단 (전북)              | 0                  | 경성구락부 축구단 (경기) | 1 |      |      |
|  | 10월 - 경성                     |                    | 경성구락부 축구단 (경기) | 1 |      |      |
|  |                                 | 개성 축구단 (경기) | 0                        |   |      |      |
|  | 개성 축구단 (경기)              | 개성 축구단 (경기) | 0                        | 2 |      |      |
|  | 개성 축구단 (경기)              |                    |                          | 2 |      |      |
|  | 경성사범학교 본과 축구단 (경기) | 1                  |                          |   |      |      |
|  | 경성사범학교 본과 축구단 (경기) | 1                  |                          |   |      |      |

### 4강
| 개성 축구단 | 2 : 1 | 경성사범학교 본과 축구단 |
| ----------- | ----- | ------------------------ |
|             |       |                          |

| 경성구락부 축구단 | 1 : 0 | 군산 축구단 |
| ----------------- | ----- | ----------- |
|                   |       |             |

### 결승
| 경성구락부 축구단 | 1 : 0 | 개성 축구단 |
| ----------------- | ----- | ----------- |
|                   |       |             |

## 메달 수상
| 종목        | 금                       | 은                 | 동                              |
| ----------- | ------------------------ | ------------------ | ------------------------------- |
| 일반부 남자 | 경성구락부 축구단 (경기) | 개성 축구단 (경기) | 경성사범학교 본과 축구단 (경기) |
| 일반부 남자 | 경성구락부 축구단 (경기) | 개성 축구단 (경기) | 군산 축구단 (전북)              |

## 참고 문헌
- “대한체육회 국내종합경기대회”. 대한체육회.
- “제26회 전국체육대회”. 대한체육회.
- “제26회 전국체육대회 축구 경기 결과”. 대한체육회.
- “제26회 전국체육대회 축구 일반부 남자 경기 결과”. 대한체육회.
- 《대한체육회 50년》. 대한체육회. 1970. 2020년 11월 8일에 원본 문서에서 보존된 문서. 2022년 11월 5일에 확인함.
- 《대한체육회 70년사》. 대한체육회. 1990. 2020년 11월 8일에 원본 문서에서 보존된 문서. 2022년 11월 5일에 확인함.
- 《대한체육회 90년사》. 대한체육회. 2011. 2020년 11월 8일에 원본 문서에서 보존된 문서. 2022년 11월 5일에 확인함.
- 대한체육회 100주년 기념사업부 (2020). 《대한민국 체육 100년》. 대한체육회.
- 《대한민국 체육 100년 Ⅰ 통사 (민족과 함께 한 대한민국 체육 100년)》. 대한체육회. 2020.
- 《대한민국 체육 100년 Ⅱ 민족의 구심체, 조선체육회 (1920~1945)》. 대한체육회. 2020.
- 《대한민국 체육 100년 Ⅲ 세계를 향한 도전 (1945~1980)》. 대한체육회. 2020.
- 《대한민국 체육 100년 Ⅳ 스포츠로 꽃피운 대한민국 (1981~2000)》. 대한체육회. 2020.
- 《대한민국 체육 100년 Ⅴ 스포츠강국을 넘어 선진국으로(2001~2020)》. 대한체육회. 2020.
- 《韓國蹴球百年史(한국축구백년사)》. 대한축구협회. 1986.
- “제26회 전국체육대회 축구 일반부 남자 경기 결과”. 대한체육회.